# Маршалл, Мэри
Мэри Пэйли Маршалл (англ. Mary Paley Marshall; 24 октября 1850—1944) — английский экономист.
Маршалл являлась одной из первых пяти девушек — студенток Кембриджа. В 1876 году вышла замуж за Альфреда Маршалла. Являлась членом совета кембриджского колледжа Ньюхэм. После смерти мужа заведовала библиотекой экономической литературы Маршалла в Кембриджском университете.

## Основные произведения
- «Экономическая теория промышленности» (англ. The Economics of Industry, 1879, в соавторстве с А. Маршаллом);
- «Что я помню» (англ. What I Remember, 1947).